# Cacatoès à tête rouge
Callocephalon fimbriatum
Genre
Espèce
Répartition géographique
Statut de conservation UICN

 VU A2bc+3bc+4bc : Vulnérable
Statut CITES
Le Cacatoès à tête rouge  ou Cacatoès gang-gang (Callocephalon fimbriatum) est une espèce d'oiseaux (des cacatoès) australiens. Cet animal est l'emblème du Territoire de la capitale australienne.

## Description
Cet oiseau pèse en moyenne 250 grammes (pouvant aller jusque 280 g) pour 34 centimètres de long (valeurs extrêmes de 32 et 37 cm). Le plumage est gris avec des rayures blanches. Le mâle a une tête avec une crête rouge tandis que la femelle est entièrement grise avec une petite huppe grise. Il a un cri facilement reconnaissable rappelant une porte qui grince ou le bruit d'une bouteille de vin qu'on ouvre.
L'immature ressemble à la femelle, le jeune mâle présentant un peu de rouge à la tête.

## Distribution et habitat
Cet oiseau habite dans les bois des régions froides et humides des Alpes australiennes dans le sud-est de l'Australie où il peut vivre dans la neige se nourrissant de fruits d'eucalyptus. Il a été introduit sur Kangaroo Island.

## Mode de vie
Ces oiseaux vivent en bandes d'une cinquantaine d'individus sauf pendant la période de reproduction où ils vivent en couple.
Ils demeurent dans les arbres et ne descendent sur le sol que pour boire ou ramasser des fruits

## Alimentation
Ils se nourrissent de fruits d'eucalyptus, d'acacias et d'aubépine, une plante importée. Ils se nourrissent aussi d'insectes.

## Reproduction
La femelle pond généralement deux œufs dans un nid construit en creusant un tronc d'arbre. La couvaison a lieu d'octobre à janvier et dure 28 à 30 jours. Les jeunes demeurent au nid environ huit semaines.

## Galerie

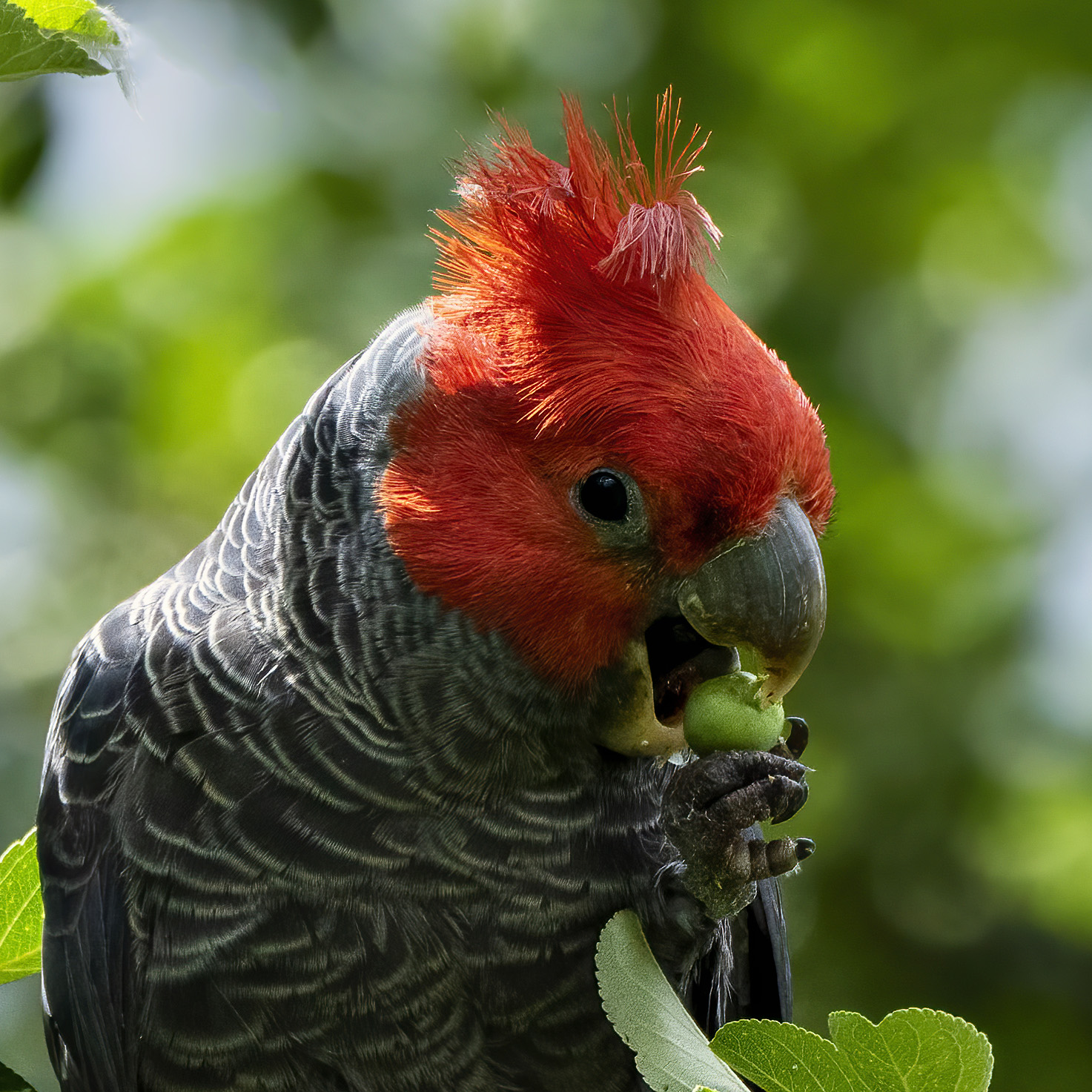
♂
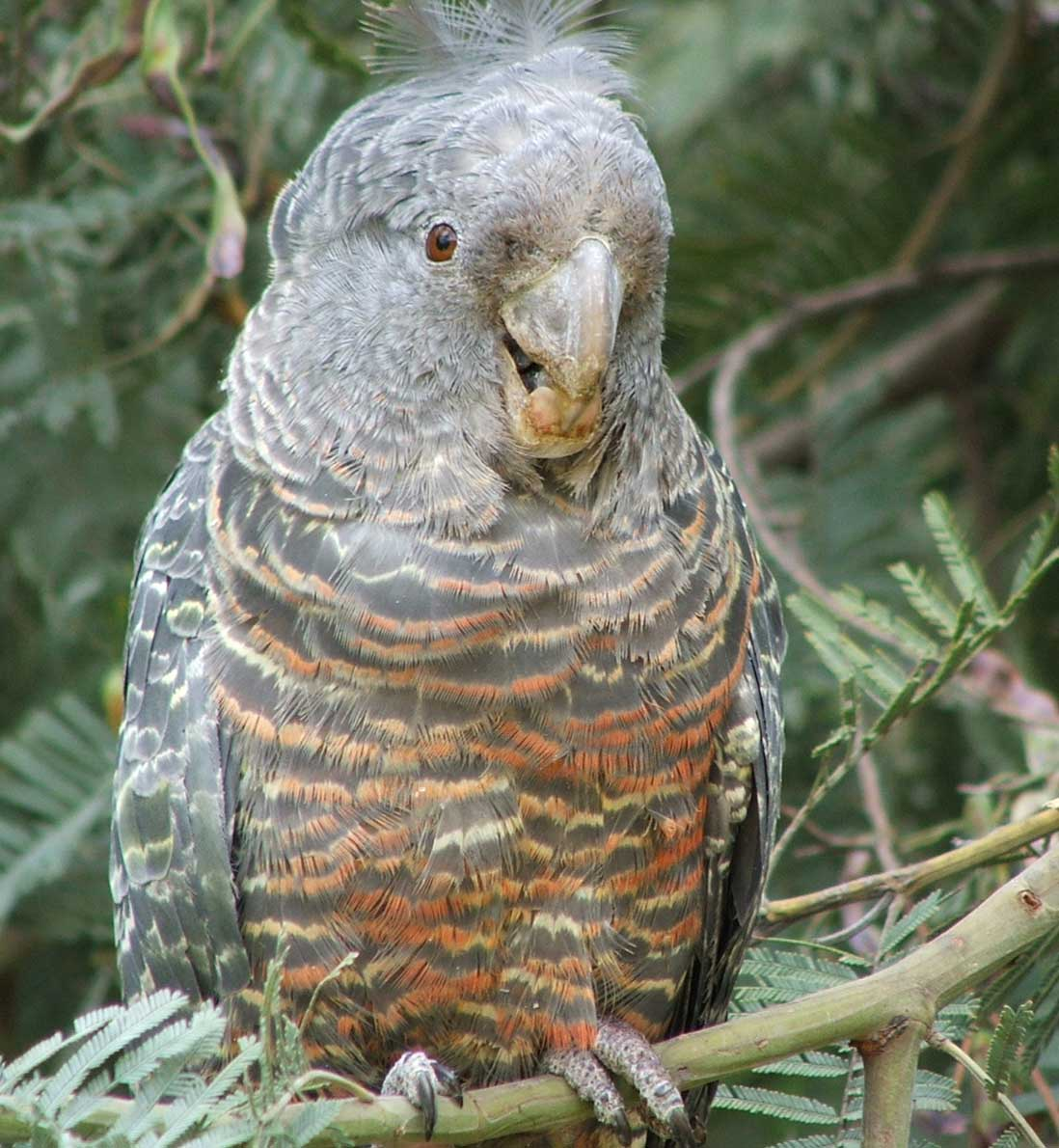
♀
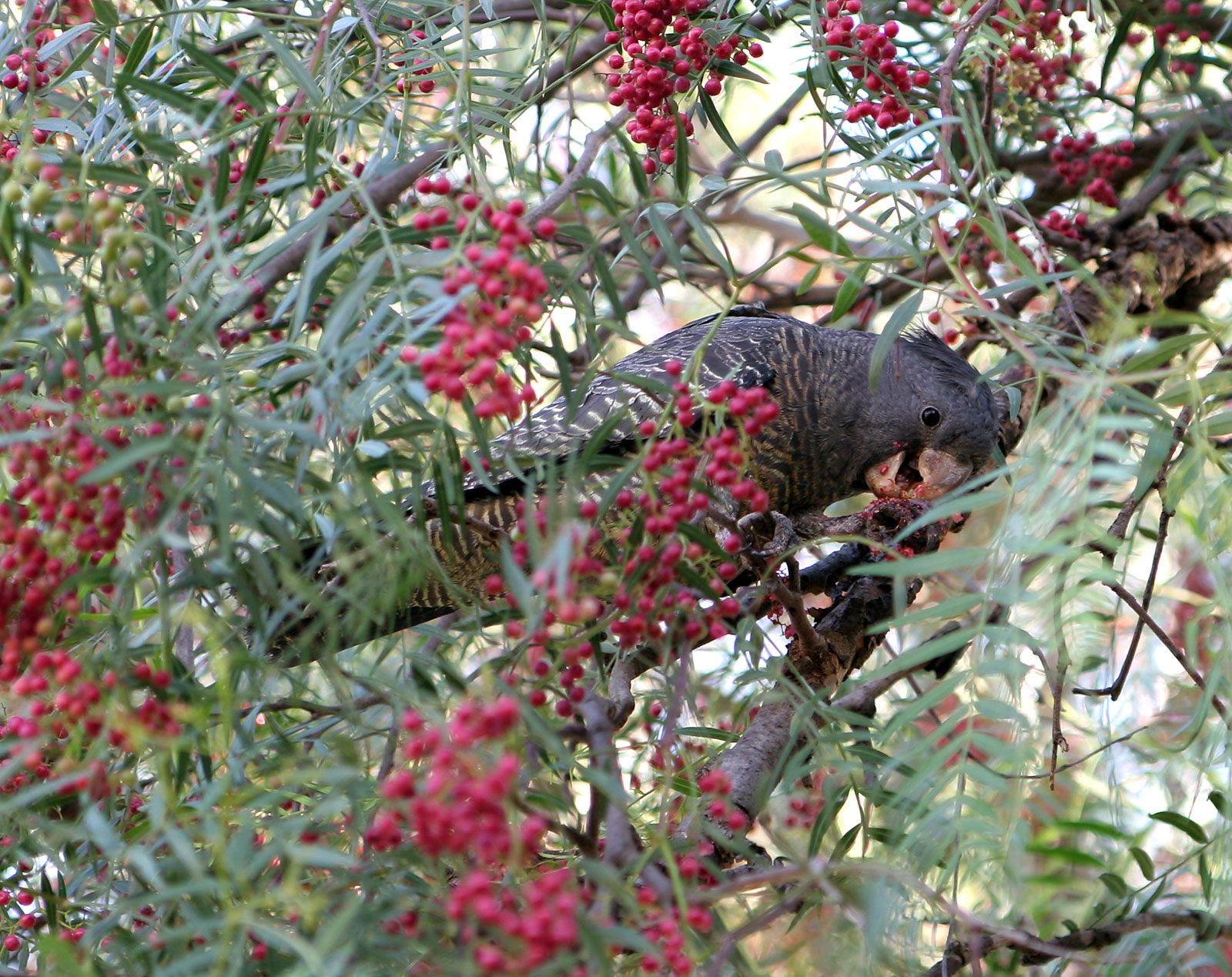
♀

## Menaces
Le cacatoès à tête rouge fait partie des espèces les moins étudiées de la famille en Australie. Les raisons de son déclin sont mal comprises mais, bien que spéculatives, l’exploitation forestière de ses habitats de nidification indigènes ainsi que le réchauffement climatique et les incendies sont des menaces bien identifiées.